# Team LVC 2018
Questa voce raccoglie le informazioni riguardanti il Team LVC nelle competizioni ufficiali della stagione 2018.

## Organigramma societario
Area direttiva
- Presidente: Christopher Hosley

Area tecnica
- Allenatore: Christopher Hosley

## Rosa
| N° | Nome               | Ruolo | Data di nascita   | Nazionalità sportiva |
| -- | ------------------ | ----- | ----------------- | -------------------- |
| 1  | Christopher Hosley | O     | -                 | Stati Uniti          |
| 2  | Michael Brewer     | S     | 15 aprile 1991    | Stati Uniti          |
| 3  | Michael Pelletier  | S     | 15 novembre 1991  | Stati Uniti          |
| 4  | James Hosley       | L     | -                 | Stati Uniti          |
| 5  | Joseph Norton      | S     | -                 | Stati Uniti          |
| 6  | Andrew Fishman     | S     | -                 | Stati Uniti          |
| 7  | Shane Smith        | L     | -                 | Stati Uniti          |
| 7  | Anthony Bonilla    | L     | -                 | Stati Uniti          |
| 8  | Andrew Witkofsky   | C     | -                 | Stati Uniti          |
| 9  | Jon Keller         | C     | -                 | Stati Uniti          |
| 10 | Lansana Rogers     | C     | -                 | Stati Uniti          |
| 12 | David Evans        | S     | 24 settembre 1992 | Stati Uniti          |
| 13 | Eric Martin        | P     | -                 | Stati Uniti          |
| 14 | Alex McColgin      | O     | 30 maggio 1988    | Stati Uniti          |
| 15 | Jordan Varee       | O     | 30 maggio 1988    | Stati Uniti          |
| 16 | Christian Blough   | P     | 8 marzo 1995      | Stati Uniti          |
| 17 | Daniel Glamack     | S     | 20 giugno 1993    | Stati Uniti          |
| 18 | Michael Iandolo    | P     | 19 giugno 1987    | Stati Uniti          |
| 19 | Justin Waldorf     | L     | -                 | Stati Uniti          |
| 20 | Aaron Maosi        | P     | -                 | Stati Uniti          |
| 22 | Shaun Ermi         | C     | -                 | Stati Uniti          |